# Leptomeria aphylla
Leptomeria aphylla, comummente conhecido como arbusto-de-groselha-desfolhado, é um arbusto que é nativo do sudeste da Austrália.
A espécie foi formalmente descrita em 1810 pelo botânico Robert Brown em Prodromus Florae Novae Hollandiae, com base em material vegetal colectado em Memory Cove, no sul da Austrália.
As pequenas frutas ácidas eram comidas pelos indígenas australianos.